# Tour Trinity
La tour Trinity est un gratte-ciel de bureaux dans le quartier d’affaires de La Défense, à Courbevoie (Hauts-de-Seine).
Elle a été dessinée par l’agence d’architecture Cro&Co Architecture, dirigée par l'architecte Jean-Luc Crochon. Son développeur et promoteur est Unibail-Rodamco-Westfield et son constructeur est Vinci.

## Description
Le projet de la foncière Unibail-Rodamco (également à l'origine de la tour Majunga et propriétaire du CNIT) est accepté par l'Epadesa le 5 mars 2012, et le permis de construire est délivré le 7 juin suivant. L'Epadesa signe l'acte de vente le 26 octobre 2015, et les travaux de la tour commencent début 2016 pour une livraison prévue en l'année 2020.
Le projet Trinity bénéficie d’un emplacement particulier : il se situe au-dessus des voies de circulation (avenue de la Division-Leclerc). Il relie les quartiers CNIT et Coupole de La Défense grâce à une dalle de 3 500 m2, paysagée et accessible au public. La création d’escaliers et d’ascenseurs publics devant permettre un accès facile à l’esplanade depuis le niveau rue.
La tour Trinity est composée d’un espace d’accueil sur 2 niveaux (Coupole et CNIT) et de 33 étages pour 140 m de hauteur depuis la dalle soit 151 m depuis le sol naturel dégagé sur sa façade ouest et 167 m avec la flèche. La surface moyenne d’un étage de bureaux est de 1 600 m2 SUBL, pour une superficie totale de 48 929 m2 (restaurant inter entreprises inclus).

## Architecture

La tour vue depuis le Faubourg de l'Arche.

L'agence Cro&Co Architecture, à l’origine de l’architecture de la tour Trinity, l’a imaginée comme une couture urbaine entre La Défense et Courbevoie en créant 3 500 m2 d’espaces publics reliant l’esplanade de La Défense à la dalle Coupole et à l’avenue de la Division Leclerc. 
La tour Trinity vise les certifications HQE « exceptionnel » (première tour de bureaux en France à atteindre le niveau « très performant » sur la totalité des 14 cibles) et BREEAM « excellent ».
Trinity comporte plusieurs innovations architecturales : 
- Un noyau décentré : le noyau de Trinity est décalé en façade et agrémenté d’ascenseurs panoramiques.

- Des espaces extérieurs : des terrasses arborées, des loggias et des balcons sont accessibles sur toute la hauteur de la tour.
- Des ouvrants en façade, qui permettent un accès à l’air libre sur toutes les façades.
- Des façades bioclimatiques qui optimisent l’apport de lumière naturelle.
- Une hauteur libre minimale de 2,80 m à tous les étages.

Le paysagiste de l'opération est Bas Smets.

## Galerie de photographies du chantier

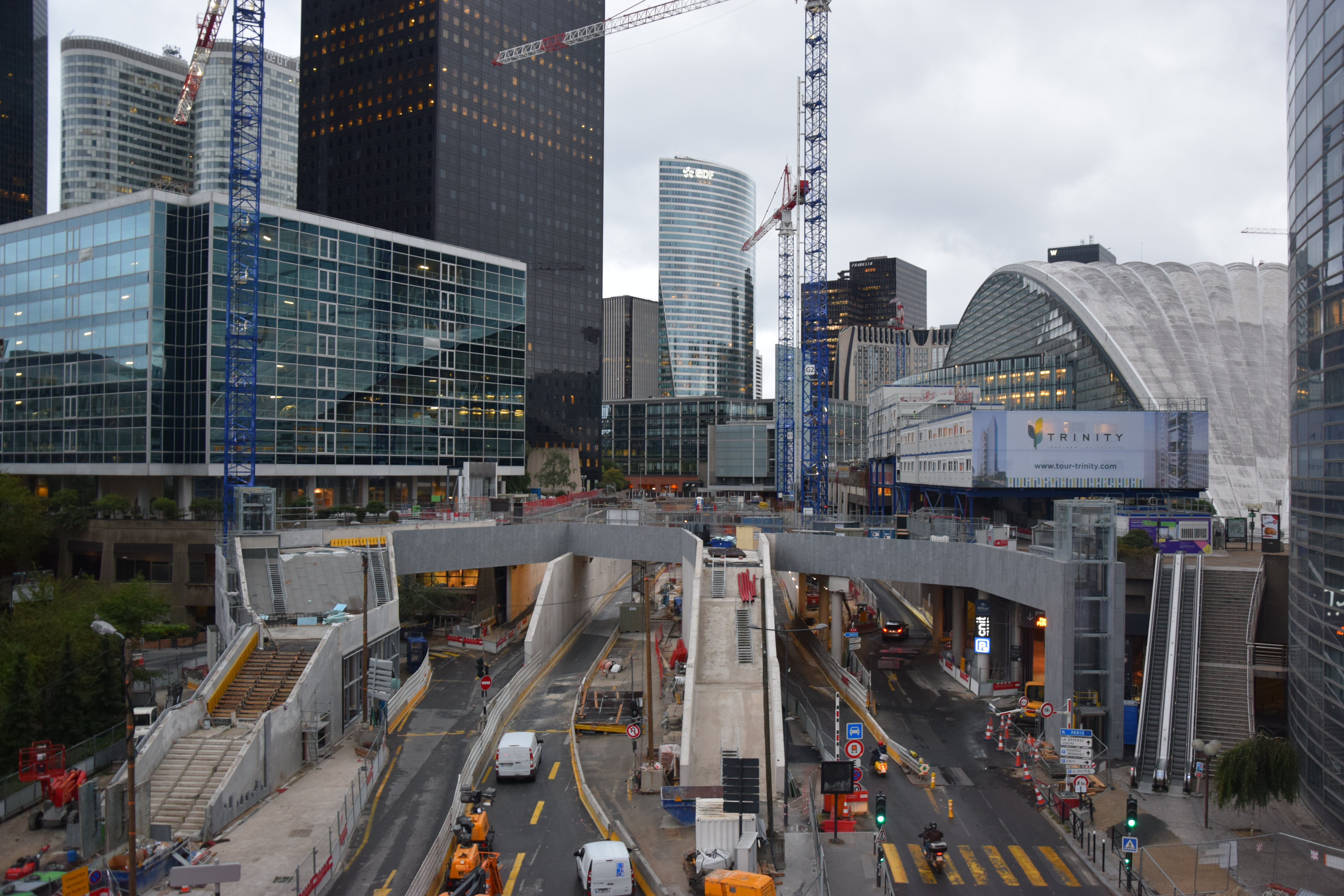
Août 2017.
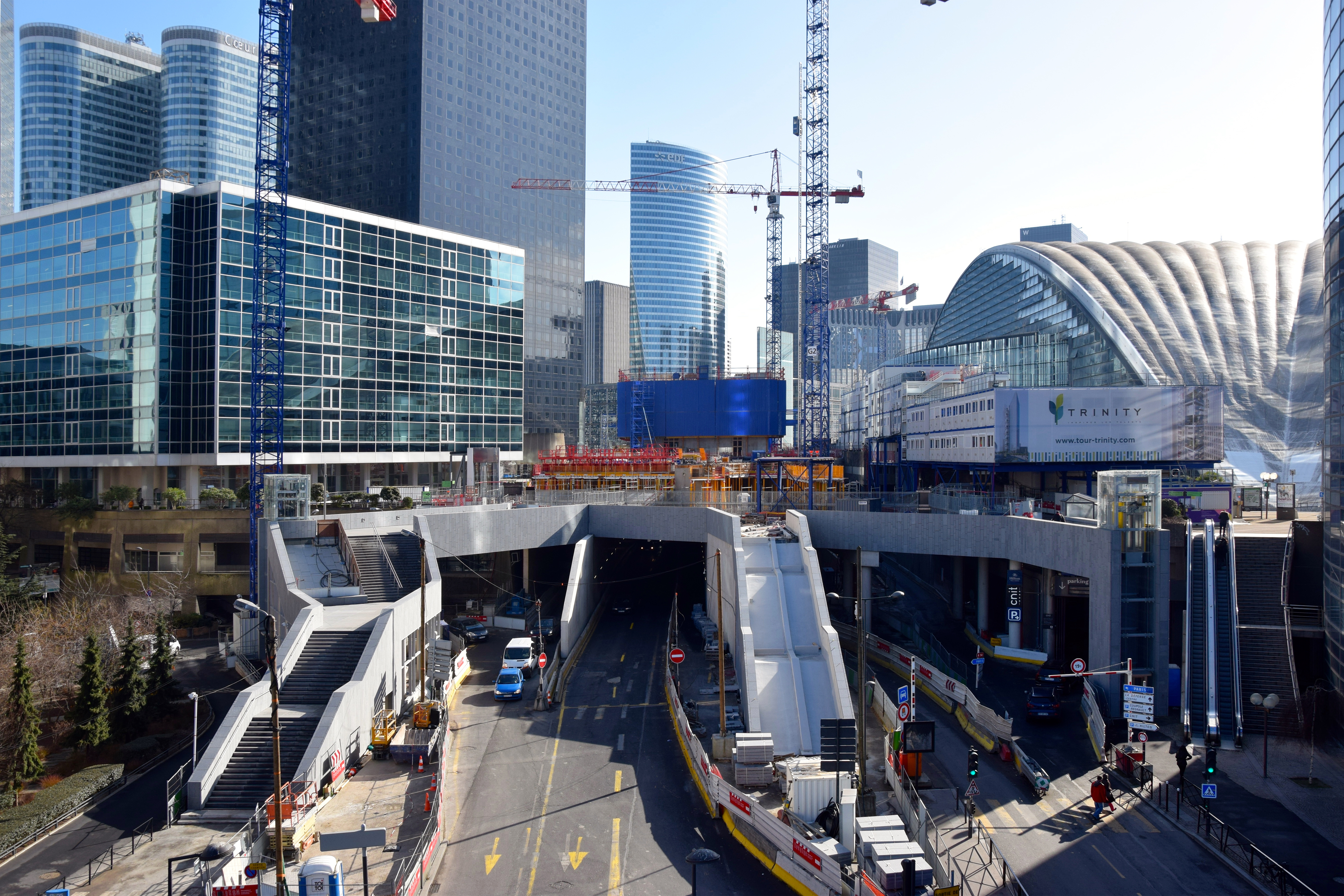
Mars 2018.
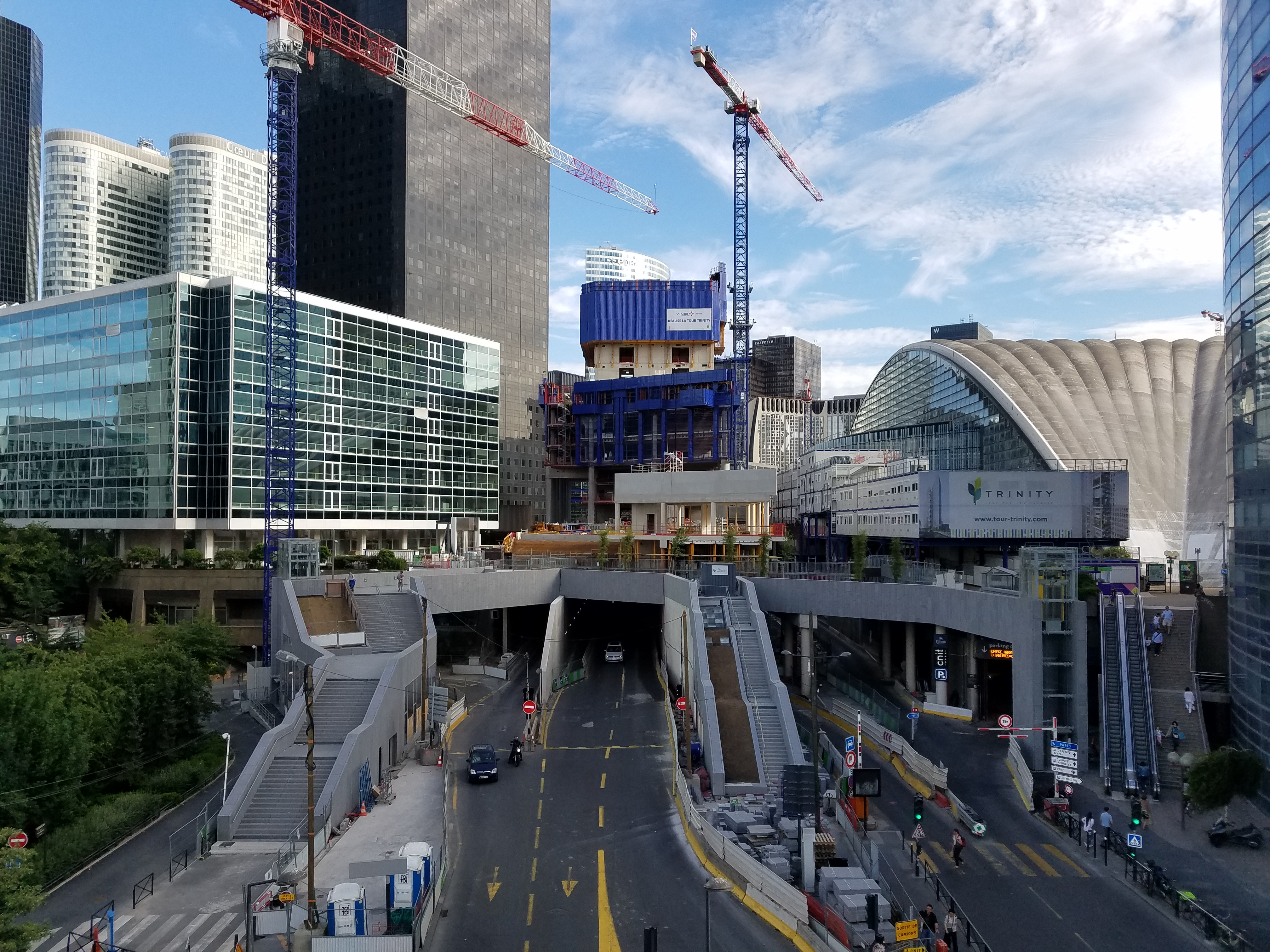
Juin 2018.
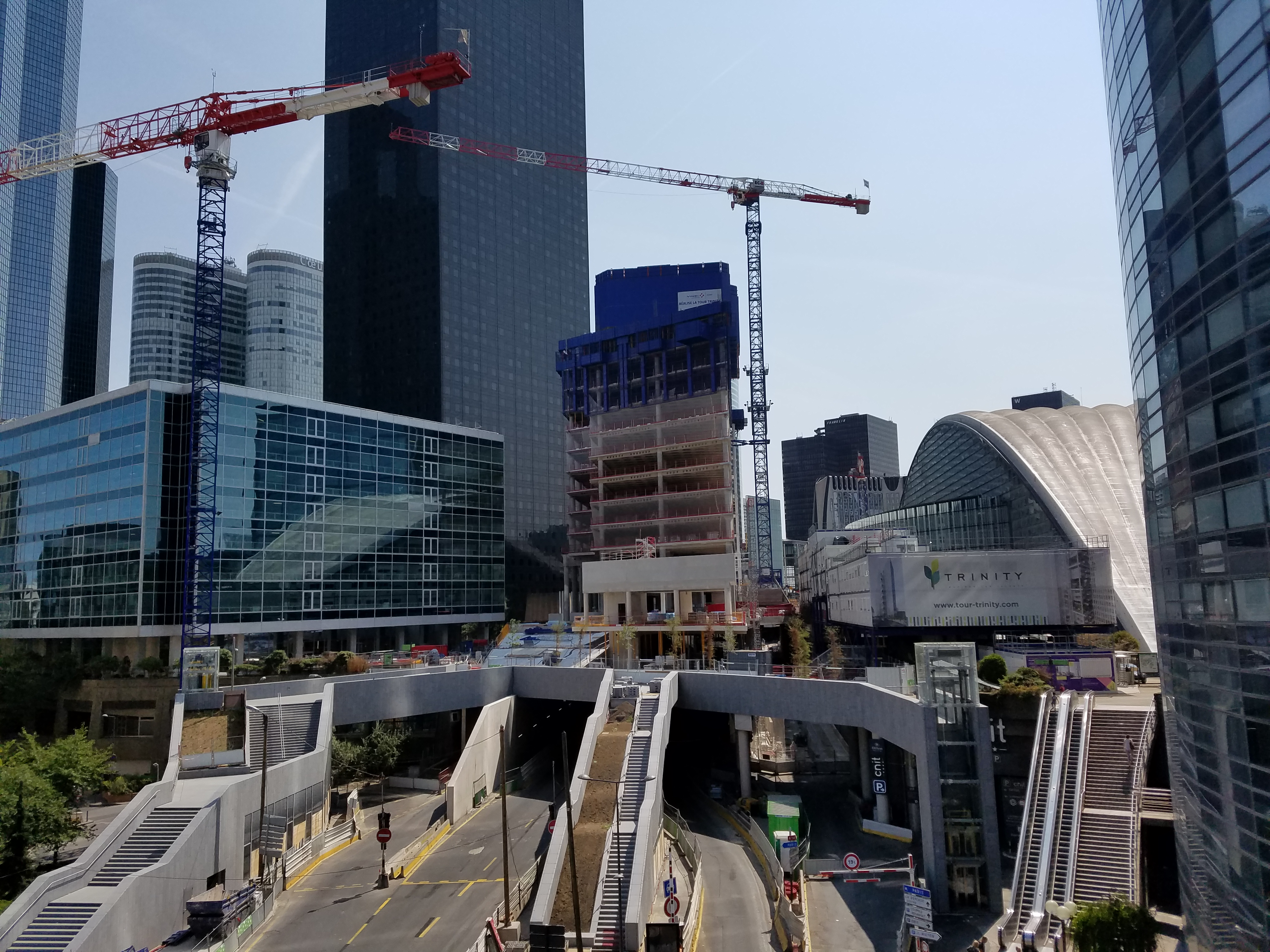
Août 2018.
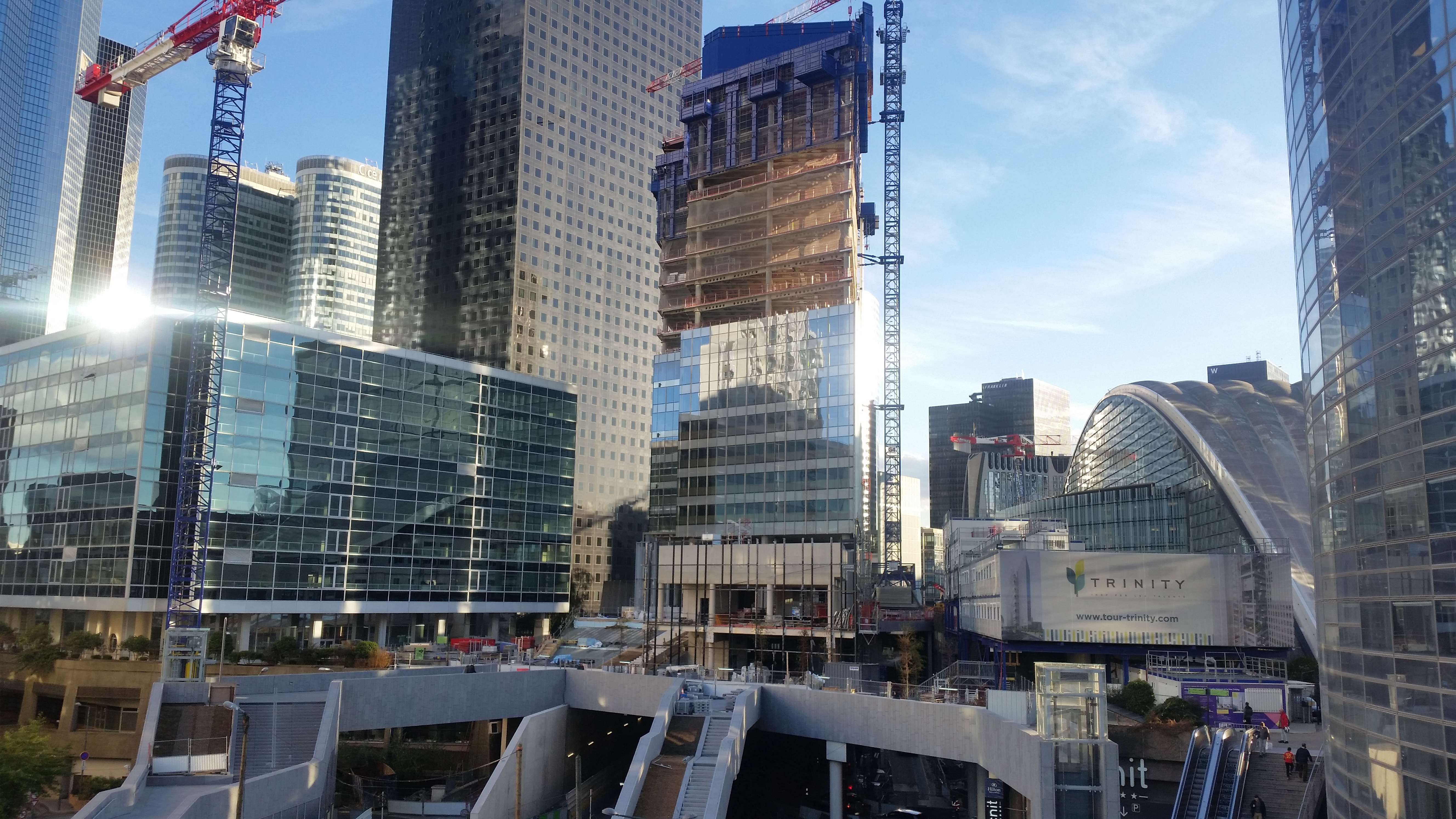
Novembre 2018.
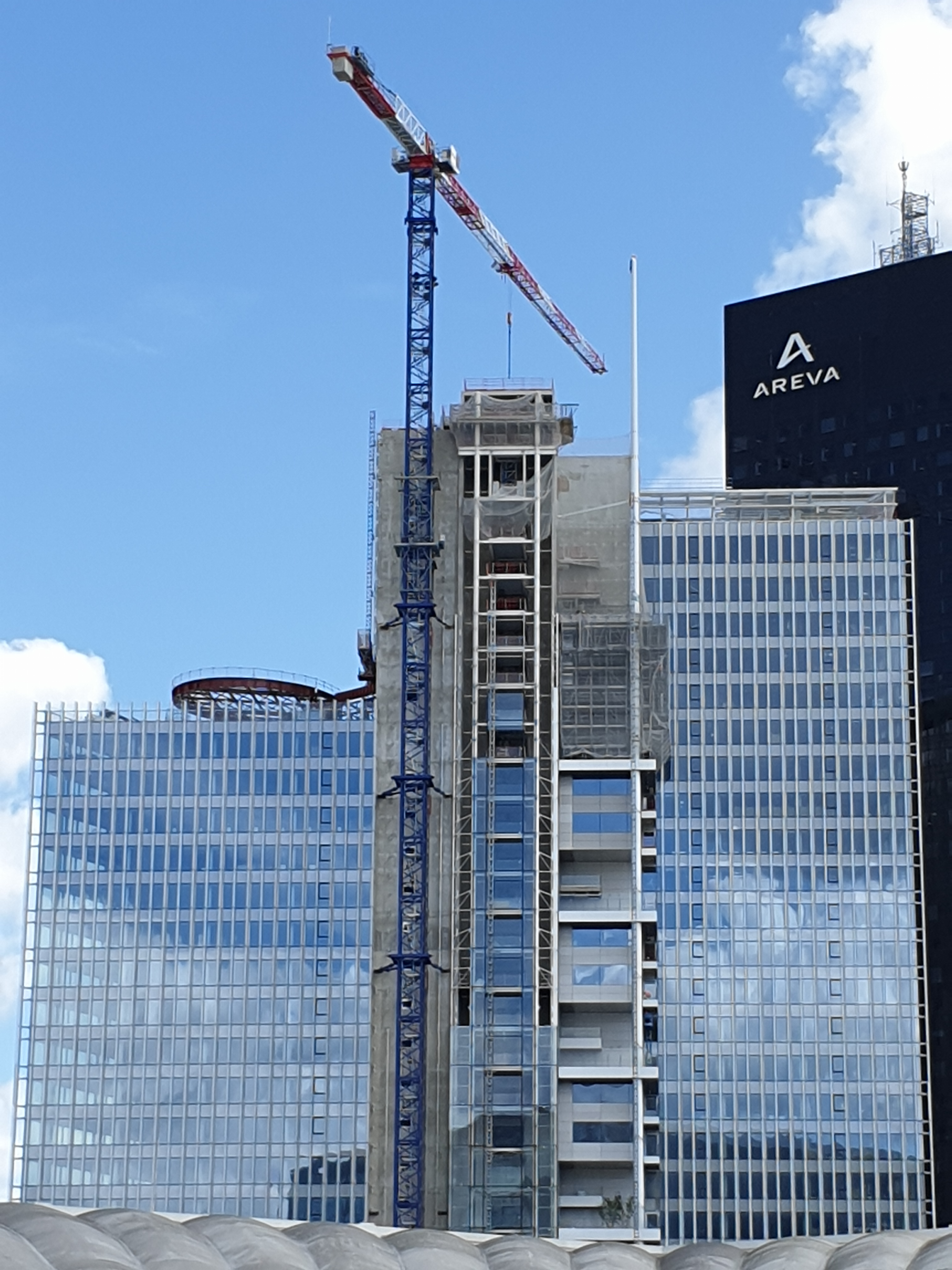
Août 2019.
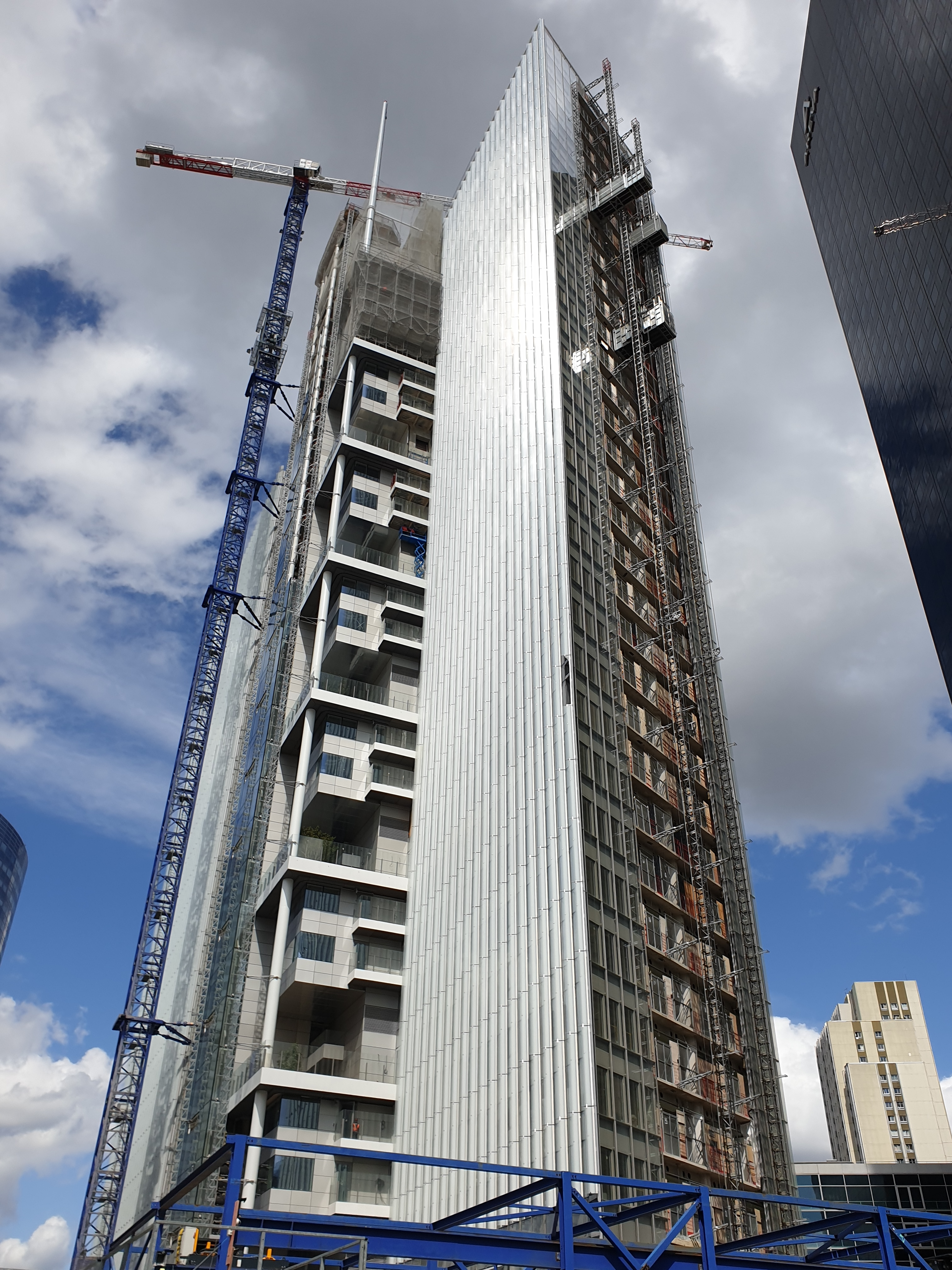
Août 2019.
Février 2020.
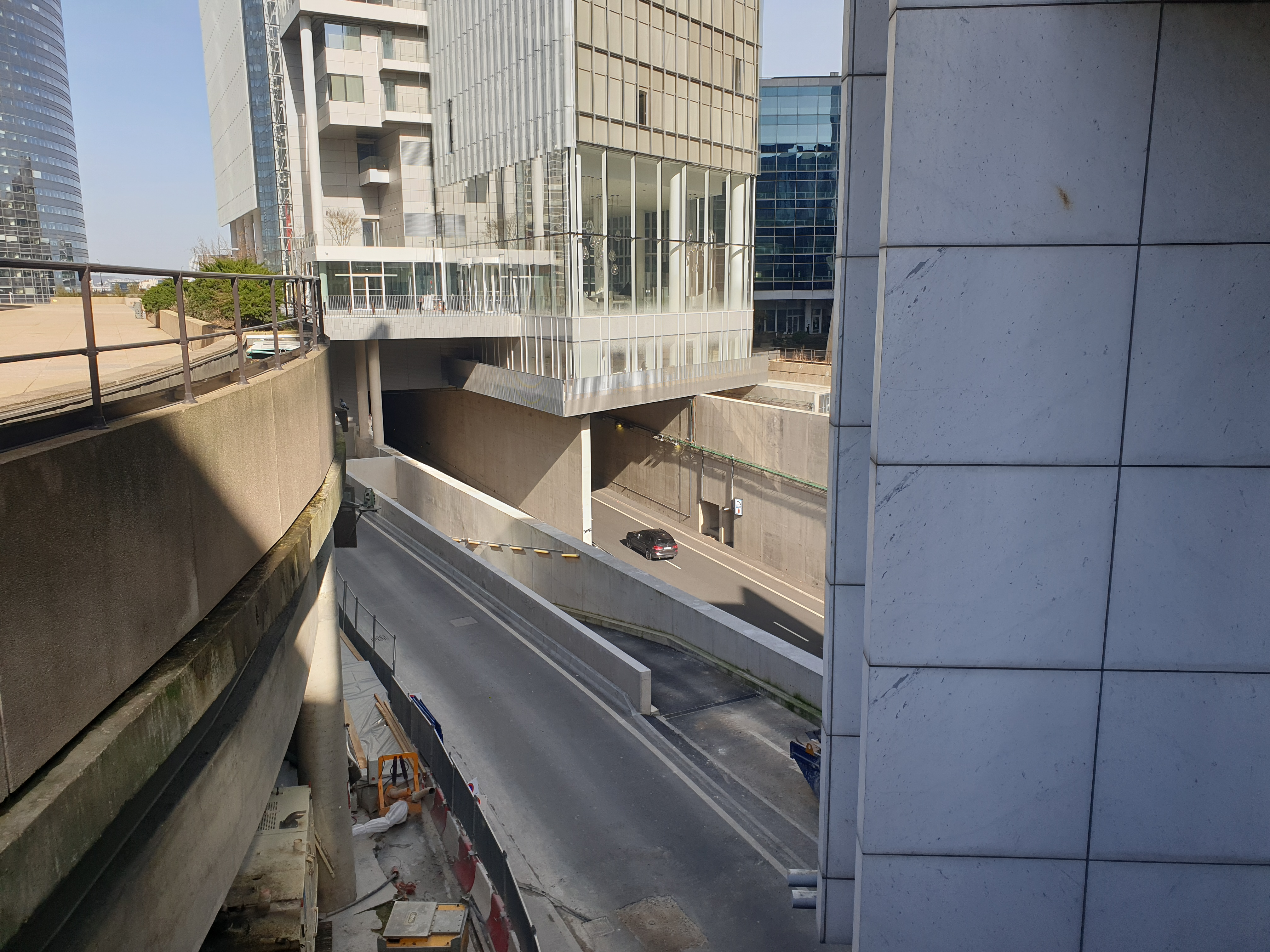
Base de la tour en février 2021.

## Investissements
Après la livraison de la tour Trinity en 2021 Unibail-Rodamco-Westfield, propriétaire de la tour, y installe son siège.
Fin mars 2023, la tour est occupée à 82%. Les occupants, outre Unibail-Rodamco-Westfield, sont Covage, Altitude Infra, Linkt, Technip, Sopra Steria, Afflelou et Welkin & Meraki.
Fin 2024, Unibail-Rodamco-Westfield cède 80 % de ses parts dans la tour au fonds souverain norvégien Norges Bank Investment Management.

## Exploit sportif
Le dimanche 17 janvier 2021, le triple vice champion du monde de VTT Trial Aurélien Fontenoy a escaladé les 33 étages de la tour Trinity par les escaliers. 
Cet exploit sportif a été suivi de près par une trentaine de journalistes, ainsi que par un jeune garçon du nom de Noah, qui, grâce à l'association Rêves a pu rencontrer Aurélien Fontenoy. 
L'exploit a également été suivi par Riding Zone, dont une vidéo a été faite sur leur chaîne YouTube retraçant cet exploit sportif.